# Bruno Varani
Bruno José Varani (Santa Fe, 16 settembre 1925 – Pinamar, 25 luglio 2005) è stato un cestista argentino.

## Carriera
Giocatore del Regatas Santa Fe, ha disputato il Campionato sudamericano maschile di pallacanestro 1947 e le Olimpiadi 1948 con l'Argentina. Dopo il ritiro, ha intrapreso la professione di tecnico chimico.